# Antocha rectispina
Antocha rectispina là một loài ruồi trong họ Limoniidae. Chúng phân bố ở miền Cổ bắc.